# 케빈은 열두살
《케빈은 열두살》(The Wonder Years)은 1988년 1월 31일부터 1993년 5월 12일까지 ABC에서 방영된 텔레비전 드라마이다. 대한민국에서는 1991년부터 1992년까지 KBS 2TV에서 방영했다.

## 등장인물
- 프레드 새비지 - 케빈 아놀드
- 댄 로리아 - 존 아놀드, 케빈의 아버지
- 앨리 밀스 - 노마 아놀드, 케빈의 어머니
- 올리비아 다보 - 캐런 아놀드, 케빈의 누나
- 제이슨 허비 - 웨인 아놀드, 케빈의 형
- 대니카 매켈러 - 위니 쿠퍼, 케빈의 친구
- 조시 사비아노 - 폴 조슈아 파이퍼, 케빈의 친구

## 방영 시즌
제1화 신입생,세대차이
제2화 아빠 사랑해요,엄마의 솜씨
제3화 다함께 춤을,지난 어린시절은 가고
제4화 피아니스트의 꿈,미워할 수 없는 형
제5화 강아지사랑,진짜 모르겠어
제6화 신나는 댄스파티,전화를 걸어볼까?
제7화 질투,캐빈의 용기
제8화 크리스마스 선물,화이트 선생님
제9화 못난이 만세,캐빈은 13살
제10화 누나의 방황,어느 여름방학
제11화 키크는 꿈,반장이 된 캐빈
제12화 우리는 형제 (시즌1 마지막회)

시즌2(캐빈은 13살)
제1화 한 여름밤의 꿈
제2화 수학시간
제3화 위니 내가 있잖아
제4화 외톨이는 싫어 외톨이는 싫니깐
제5화 아빠의 속마음
제6화 이것이 록큰롤
제7화 청춘의 심벌
제8화 우리 마을
제9화 내마음 나도 몰라 내마음 나도 모르니깐
제10화 부전자전
제11화 여자에 관한 모든것
제12화 발렌타인 데이소동
제13화 예의를 지켜야지
제14화 사랑과 믿음
제15화 야~! 홈런이다
제16화 안녕 선생님
제17화 엄마의 외로움
제18화 아빠와 딸
제19화 이사가는 날
제20화 어느 야유회
제21화 새학기 첫날
제22화 후보자
제23화 쥐꼬리용돈
제24화 요리숙제
제25화 아주 귀여운 크리스마스
제26화 아빠의 빈자리
제27화 폴의 변신
제28화 엄마와 아들
제29화 파티작전(전편)
제30화 파티작전(후편)
제31화 뜻깊은 영결식
제32화 치과는 무서워
제33화 캐빈의 용기
제34화 길잃은 철새들
제35화 세상이 충돌할때
제36화 미운정 고운정
제37화 졸업앨범
제38화 방황하는 위니
제39화 누나의 독립선언
제40화 엄마와의 갈등 엄마와의 반항
제41화(마지막회) 졸업식

## 한국판 성우진 (KBS)
- 박영남 - 케빈 아놀드 (프레드 세비지)
- 유강진 - 존 아놀드 (댄 로리아)
- 강희선 - 노마 아놀드 (앨리 밀스)
- 유남희 - 캐런 아놀드 (올리비아 다보)
- 백순철 - 웨인 아놀드 (제이슨 허비)
- 정미숙 - 위니 쿠퍼 (대니카 매켈러)
- 박은숙 - 폴 조슈아 파이퍼 (조시 사비아노)
- 배한성 - 해설

## 같이 보기
- 영 쉘든